# Carl von Steuben

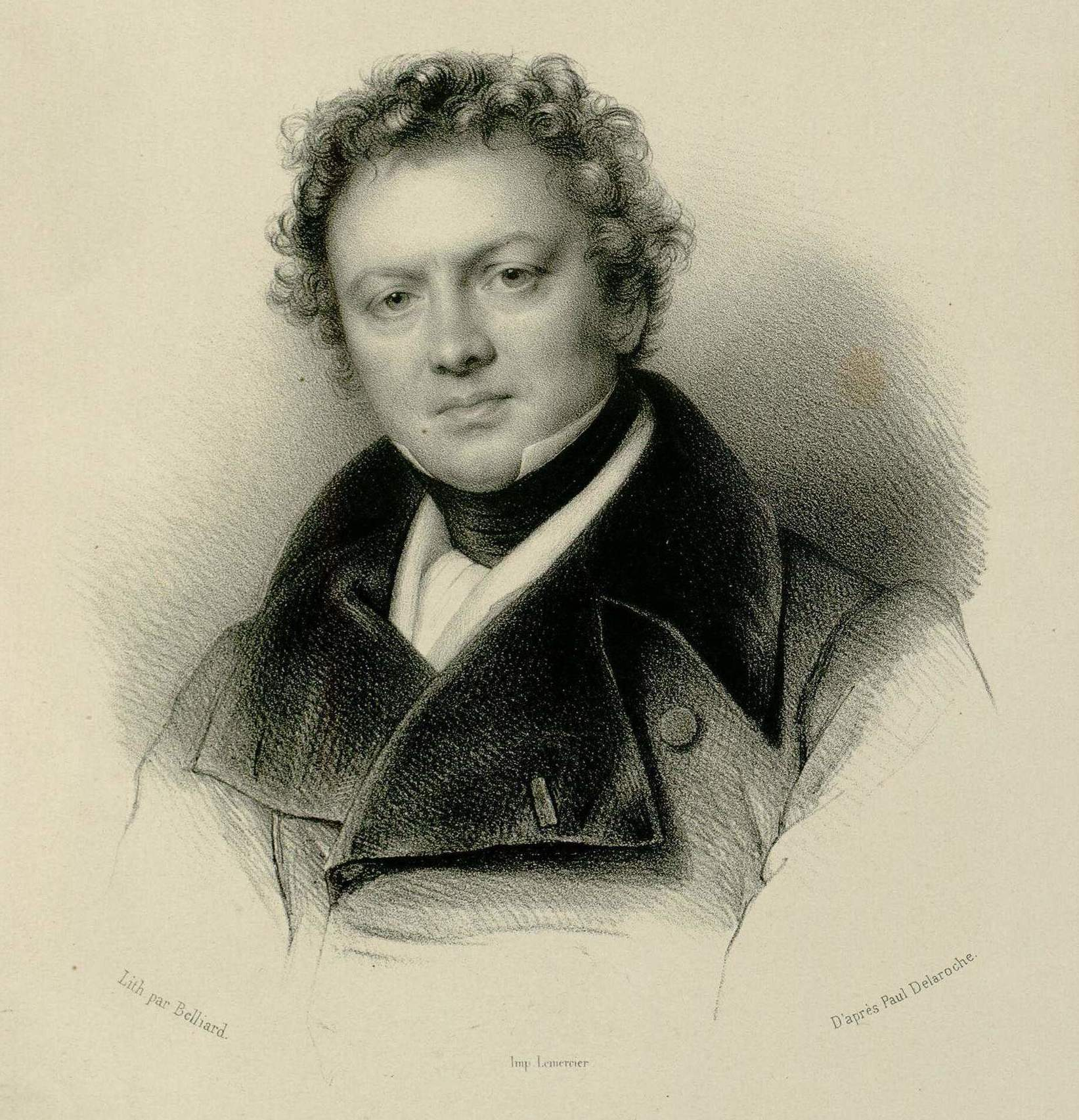
Carl von Steuben, lithografiert von Zéphyrin Belliard (1798–1871) nach einer Zeichnung von Paul Delaroche

Carl von Steuben (* 18. April 1788 in Bauerbach, Thüringen; † 21. November 1856 in Paris) war ein französischer Historien- und Porträtmaler sowie Lithograf deutscher Herkunft. Er ist den Romantikern zuzuordnen.

## Leben
Von Steuben wurde als Sohn des herzoglich-württembergischen Offiziers Carl Hans Ernst von Steuben geboren, womit sein Berufsweg von Hause aus vorgezeichnet schien. Im Alter von zwölf Jahren übersiedelte er mit seinem Vater, der als Hauptmann in russische Dienste trat, nach Sankt Petersburg, wo er als Gastschüler an der Kunstakademie Zeichenunterricht nahm.
Dank der gesellschaftlichen Kontakte seines Vaters zum Zarenhof begleitete er im Sommer 1802 die junge Maria Pawlowna (1786–1859), Großfürstin von Russland und Enkelin von Herzog Friedrich Eugen von Württemberg, in die thüringische Kulturstadt Weimar, wo die Zarentochter zwei Jahre später Erbherzog Carl Friedrich von Sachsen-Weimar-Eisenach (1783–1853) heiratete. Steuben, damals vierzehn Jahre alt, wurde ihr Leibpage am herzoglichen Hof, eine Stellung, die Aussichten auf eine spätere Laufbahn im Militär oder in der Verwaltung versprach.
Dass von Steuben den ihm vorgezeichneten Weg verließ, ist der Verbindung mit der Familie seiner früh verstorbenen Taufpatin Henriette von Wolzogen (1745–1788) zuzuschreiben, deren Gemahl Ernst Ludwig Freiherr von Wolzogen (1723–1774) in württembergischen Diensten Regimentskamerad von Carl von Steubens Vater gewesen war. Henriettes ältester Sohn Wilhelm war durch seine Heirat mit Caroline von Lengefeld mit dem Dichter Friedrich von Schiller (1759–1805) verschwägert, dem Henriette von Wolzogen in früheren Zeiten mehrmals auf ihrem Erbgut Bauerbach bei Weimar Asyl gewährt hatte. In seiner Weimarer Zeit häufig Gast in Bauerbach, schloss von Steuben durch Charlotte von Wolzogen, Tochter der früh verstorbenen Henriette, schließlich auch Bekanntschaft mit Schiller. Der Dichter erkannte alsbald sein künstlerisches Talent und überzeugte ihn von seinem politischen Ideal – der freiheitlichen Selbstbestimmung ohne Rücksicht auf höfische Zwänge.
Im Jahr 1803 folgte von Steuben seiner inneren Stimme und reiste mit einem Empfehlungsschreiben Schillers an den befreundeten Maler François Gérard nach Paris. Gérard nahm den nahezu mittellosen angehenden Künstler als Schüler und auch privat auf.
Nach zweijähriger Vorbereitungszeit wurde von Steuben im Februar 1805 in Paris in die renommierte École nationale supérieure des beaux-arts de Paris aufgenommen, wo ihn namhafte Lehrer unterrichteten, darunter Jacques-Louis David, Pierre Paul Prud’hon und Robert Lefebvre.
In Gérards Atelier begegnete der junge Kunststudent erstmals dem Naturforscher Alexander von Humboldt, den er 1812 im Auftrag dessen Bruders, des Berliner Universitätsgründers Wilhelm von Humboldt, für das Familienschloss in Tegel porträtierte.

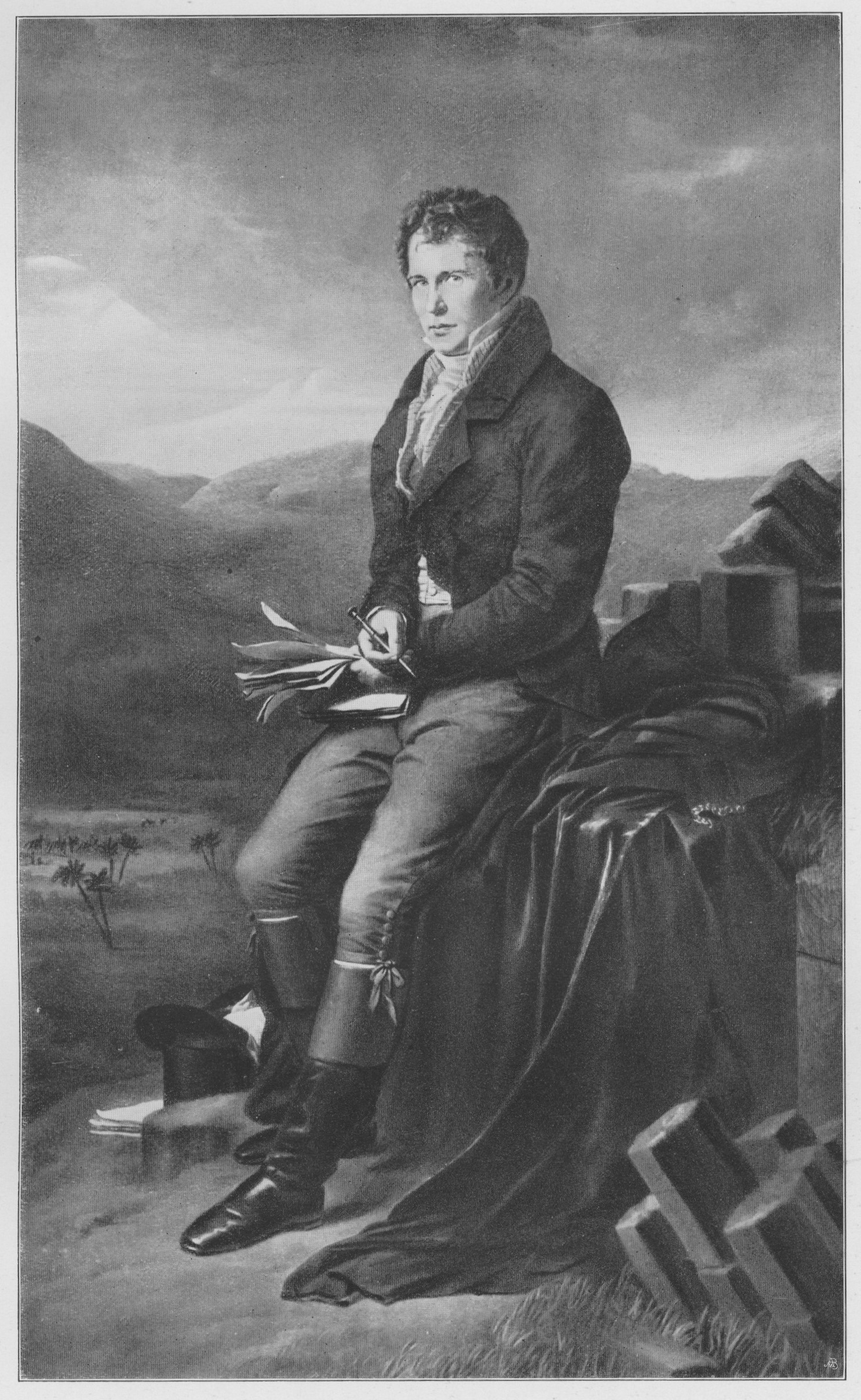
Alexander von Humboldt in ganzer Figur, Gemälde von Carl von Steuben, 1812

Das Bemühen von Steubens, sich künstlerisch und wirtschaftlich zu etablieren, wurde von Alexander von Humboldt nachhaltig gefördert. In langen Briefen bat Humboldt immer wieder um Unterstützung für von Steuben, warb um künstlerische Aufträge, unter anderem beim preußischen Staatsminister Karl Freiherr vom Stein und Herzogin Helene von Orleans. Über sein eigenes Porträtgemälde und den erschaffenden Maler berichtete er in einem Brief an seine Schwägerin Caroline am 19. August 1813:

„Meine theuere, innigst geliebte Schwester! […] Es ist mir unendlich lieb, dass du mit der Copie der belle feronnière zufrieden bist. Der Künstler heisst Carl Wilhelm von Steuben, ein Deutscher, der die Wolzogen innigst liebt. Er arbeitet bei Gérard, hat aber in seinem Inneren andere und höhere Kräfte als dieser. Er ist 23 Jahre alt und von stillem, tiefem, edlem Gemüthe. Ich sehe seit 1 1/2 Jahren ihn täglich, denn ich zeichne und male auch täglich in Gérard’s atélier. Von der Gesellschaft zurückgezogen, ist dies meine einzige Freude. Steuben erhält von seiner Arbeit seine Mutter, die so eben ihren Gatten verloren. Der einliegende Brief ist Geld, ein Wechsel, den der Sohn der Mutter schickt. Ich bitte Dich innigst, diesen Brief ja recht sicher und bald nach Petersburg befördern zu lassen. Ich bereite dir und Wilhelm ein wahres Familiengeschenk, das dir gewiss viel Freude macht. Das Geschenk ist mein Bild in Lebensgröße, 9 - 10 Fuss hoch, von Steuben. Es ist ébauchirt und von unendlicher Wahrheit und Ähnlichkeit […]“

Wilhelm Humboldt schrieb, anlässlich eines Besuches in Paris, in einem Brief vom 28. April 1814 an seine Frau:

„Alexander hat mich heute in die Werkstatt des jungen Steuben geführt, bei dem er sich hat für uns malen lassen. Er ist wirklich ein sehr hübscher und liebenswürdiger Mensch, spricht aber so gut wie kein Deutsch. Er ist sehr früh nach Frankreich gekommen. Alexanders Bild ist gewiss von recht viel Verdienst. Ich kann übrigens nicht sagen, dass, nach Alexanders Portrait zu urteilen, Steuben gerade französische Manier hat. Die Stellung und Behandlung ist viel natürlicher als in Gerards Bildern und das Kolorit bei weitem lebendiger und besser…“

1812 debütierte Carl Wilhelm von Steuben im Pariser Salon mit dem Gemälde Zar Peter der Große im Sturm auf dem Ladoga-See, das in der Fachwelt für Aufsehen sorgte. Durch seine ersten Erfolge ermutigt, verschrieb von Steuben sich bald ganz der Historienmalerei, die in der ersten Hälfte des 19. Jahrhunderts in Paris ihre Blüte erlebte.
Das Leben in der französischen Metropole brachte von Steuben immer wieder in innere Konflikte, die Faszination des Pariser Bohème und seine militärisch geprägte Erziehung machten ihn zum Wanderer zwischen den Welten: als offizielles Bekenntnis zu seiner Wahlheimat wurde er 1823 französischer Staatsbürger. Die Unregelmäßigkeit seiner Einkünfte als freischaffender Künstler stand jedoch im Gegensatz zu seiner Auffassung von Pflichtgefühl und sozialer Verantwortung. Um seine Familie finanziell abzusichern, übernahm er eine Stelle als Zeichenlehrer an der École polytechnique.
1843 ging Steuben für 11 Jahre wieder nach Russland. In Sankt Petersburg schuf er sieben Gemälde für die Isaakskathedrale. Nach einem Schlaganfall kehrte der Künstler 1854 als kranker Mann nach Frankreich zurück, wo ihm zwei weitere, in Paris erlittene Schlaganfälle letztendlich die Fähigkeit zur Arbeit nahmen.
Carl von Steuben starb im Jahr 1856 im Alter von 68 Jahren in seiner Wahlheimatstadt Paris.
Im Jahr 1820 hatte er die Porträtmalerin Eleonore Trollé geheiratet, die er während seiner Ausbildung bei Lefebvre kennengelernt hatte. Zum Zeitpunkt ihrer Hochzeit hatte das Paar bereits den gemeinsamen Sohn Joseph Alexander (* 1814), für den Alexander von Humboldt die Patenschaft übernahm. Joseph Alexander wurde von seinem Vater in der Malerei unterwiesen und pflegte wie seine Eltern enge Verbindungen zur russischen Kunstszene. Nach dem Studium in Paris und einem zweijährigen Arbeitsaufenthalt in Rom verbrachte er später insgesamt zehn Jahre in Sankt Petersburg, wo er im Auftrag von Zar Nikolaus I. das Gemälde Jakob segnet seine Kinder für die Isaakskathedrale malte. 1840 wurde er im Pariser Salon mit einer Goldmedaille für sein vielbeachtetes Gemälde Rubens ausgezeichnet.

## Auszeichnungen
- 1831: Ernennung zum Baron durch König Louis-Philippe, für sein Talent und seine Verdienste
- 1831: Berufung an die École polytechnique als Professor der Zeichenkunst
- 1833: Ehrenmitglied der Akademie der Künste in Sankt Petersburg

## Werk
Der Liebe zur klassischen Malerei blieb von Steuben ein Leben lang treu. Er war eng befreundet mit Eugène Delacroix, dem führenden Maler der französischen Romantik, den er mehrfach porträtierte. Auch Steuben gehörte zu den Vertretern dieser Kunstrichtung, die in der französischen Malerei den Klassizismus der Davidschen Schule ablöste. Der „Maler der Revolution“, wie Jacques-Louis David von seinen Schülern genannt wurde, verband in seinen Werken Kunst mit Politik. Die Thematik seiner Historienbilder unterstützte den historischen Wandel, seine Motive malte er vornehmlich in harten Farbkontrasten, schweren Konturen und festen klaren Umrissen. Die Strenge dieser Stilrichtung führte bei vielen zeitgenössischen Künstlern – darunter auch Prud’hon und Lefebvre – zu einer romantisch verklärten Gegenbewegung. Sie bevorzugten die schattenhafte Weichheit und die sanften farblichen Abstufungen italienischer Renaissancemaler wie Leonardo da Vinci oder Correggio, deren Arbeiten sie intensiv studierten. Auch Steuben, der seine Ausbildung bei David begonnen hatte, empfand dessen Schule zunehmend als starr und dogmatisch. Er wechselte alsbald zur Meisterklasse von Robert Lefebvre, arbeitete danach unter der Leitung von François Gérard. Kritiker loben seine wohl überlegten Kompositionen, den ausgezeichneten Pinselstrich und die beeindruckenden Farbeffekte. Sein Streben nach dramatischer Gestaltung von personenreichen Szenen zeugten aber auch von einem ausgeprägten Hang zur Theatralik.

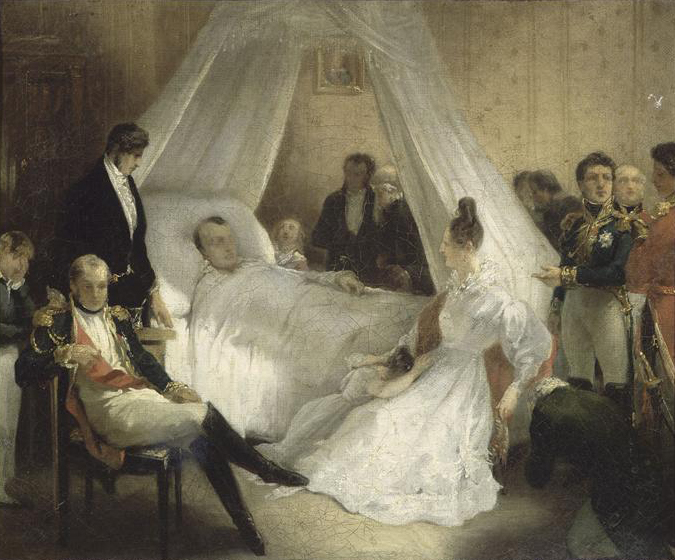
Carl von Steuben:
Der Tod Napoleons (1830)

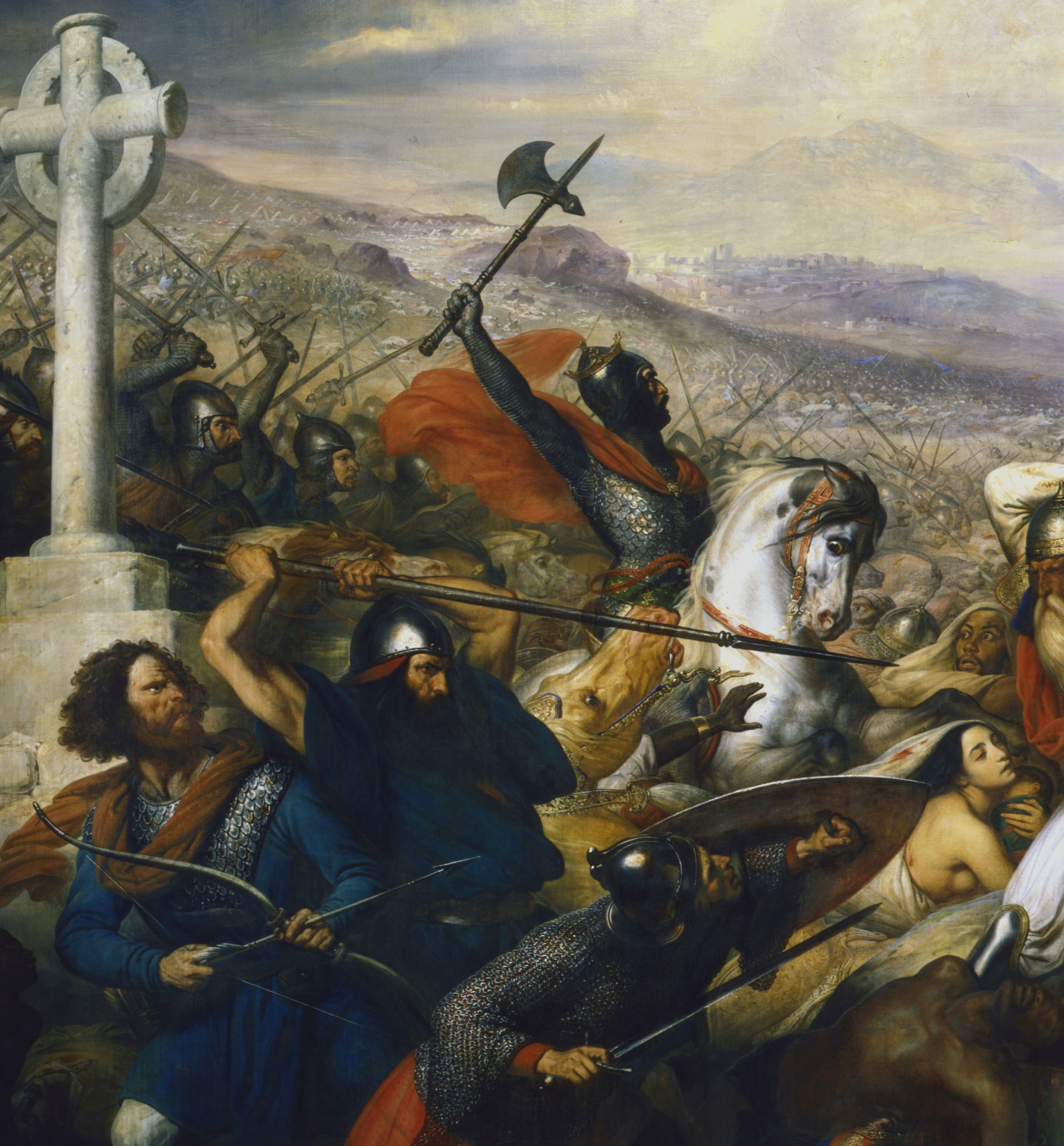
Carl von Steuben:
Schlacht bei Poitiers (1834/37)

## Werksauswahl
Die bekanntesten Gemälde des Carl Wilhelm von Steuben befinden sich in öffentlichem Besitz.
- 1812: Porträt des Alexander von Humboldt, Berlin ?
- 1812: Zar Peter der Große im Sturm auf dem Ladoga-See, Crayonzeichnung auf blauem Papier, Amiens, Musée de Picardie. Das Original erwarb Kaiser Napoléon; Ludwig XVIII. ließ später eine Reproduktion auf einem Gobelin anfertigen, ein Geschenk für Zar Alexander I. von Russland
- 1814/1817: Kopien nach Raffael, in Paris für König Friedrich Wilhelm III. von Preußen ausgeführt: La Vierge au Linge, 1814; Madonna del Pesce, 1814; La Perla, 1817. Raffaelsaal im Orangerieschloss, Potsdam
- 1814: Porträt des Kronprinzen Friedrich Wilhelm, späterer König Friedrich Wilhelm IV. von Preußen
- 1815: Portrait des Prinzen Friedrich der Niederlande, Schloss Glienicke, Berlin
- 1819: Heiliger Germanus, das Silber und Gold Childeberts unter den Armen aufteilend, Paris, Kirche St. Germain-des-Prés
- 1822: Merkur und Argus, Compiègne, Schloss Compiegne
- 1828/1833: Barmherzigkeit Heinrichs IV. nach dem Sieg bei Ivry, Deckengemälde, Paris, Louvre, Säle der antiken Keramik
- 1829: Liseuse, Nantes, Musée des Beaux-Arts
- 1830: Der Tod Napoleons auf Sankt Helena, Arenenberg am Bodensee, Napoleon-Museum
- 1833/35: Porträt der Marquise de Béthisy, geborene Adèle-Mathilde-Emanuelle de Guernonval, als Orientalin, Öl auf Leinwand, 235 × 140 cm, Lille, Palais des Beaux-Arts de Lille
- 1834/37: Die Schlacht von Poitiers, Öl auf Leinwand, 465 × 542 cm, Versailles, Schloss Versailles
- 1836: Johanna die Wahnsinnige bei der Leiche ihres Gemahls Phillips des Schönen, Lille, Palais des Beaux-Arts[3]
- 1839: Esmeralda, Öl auf Leinwand, 195 × 144 cm, Nantes, Museum
- 1841: Christus, nach Golgatha geführt, Straßburg, Straßburger Münster
- 1842: Empfang der Mutter Gottes im Himmel, Straßburg, Straßburger Münster
- 1843: Samson und Dalila, alle Gemälde in Straßburg, Straßburger Münster
- 1843/54 ?: sieben Gemälde für die Sankt Petersburger Isaakskathedrale: Die Geburt Johannes des Täufers, Der heilige Joachim und Anna, Die Geburt der Mutter Gottes, Der Einzug in Jerusalem, Die Kreuzigung, Christi Auferstehung und Empfang der Mutter Gottes im Himmel.
- 1843/54 ?: Der Tod des Generals Moreau in der Schlacht bei Leipzig
- 1843/54 ?: Porträts Sankt Petersburger Persönlichkeiten (Kokorev, Mamontov, der Schauspieler Samojlov und andere)
- ??? Die Schlacht bei Ivry im Jahre 1590 und zwölf Porträts berühmter Herrscher und Feldherren, Versailles, Musée Historique
- ??? Der französische General Abraham Duquesne, Greenwich, Naval Gallery
- ??? Portrait des Prinzen Wilhelm, Portrait des Prinzen Friedrich Wilhelm IV., Porträt des Prinzen Friedrich von Preußen, Porträt des Prinzen Louis Ferdinand von Preußen, alle in Berlin, Hohenzollern Museum
- ??? Golgatha (Tretjakoff-Galerie) und Andalusierin (Museum der Schönen Künste, Moskau)

### Die Schlacht von Poitiers (1834–1837)
Dieses Gemälde, eine der bemerkenswertesten Arbeiten Steubens, wurde am 5. Juli 1834 von dem französischen König Louis-Philippe für das damals im Schloss Versailles eingerichtete „Musée Historique“ in Auftrag gegeben und war 1837 vollendet. Ein Jahr später nahm es seinen Platz in der zu dem Museum gehörenden „Galerie des Batailles“ ein, in welcher es neben 33 weiteren Schlachtengemälden den Ruhm Frankreichs dokumentieren sollte.
Es illustriert die Niederlage des Emirs Abd ar-Rahman im Kampf gegen Karl Martell in der Schlacht bei Poitiers im Oktober des Jahres 732. Die Komposition dieser dramatischen Kampfszene ist um den Kopf eines weißen Schlachtrosses artikuliert, das einen schwarzgeharnischten Ritter trägt, der, ein Kampfbeil schwingend, die hinter einem großen steinernen Kreuz von links herbeistürmenden fränkischen Heerscharen anführt. Unter den Hufen sinkt eine teilweise entblößte Frau mit einem Kind im Arm zu Boden. Rechts erhebt ein langbärtiger, durch einen Pfeilschuss im linken Oberschenkel verwundeter und auf sein Schild gestützter Araber sein Schwert gegen drei kräftige Angreifer, die links vor dem Kreuz Stellung bezogen haben. Weiter rechts im Vordergrund liegen Tote und sind, am Bildrand, fliehende Araber, darunter auch Frauen zu erkennen. Der Ausgang des Kampfes ist eindeutig: die Waffen der drei links dargestellten Franken – eine Lanze, ein Pfeil und ein Schwert – sind auf den ungeschützten Oberkörper des arabischen Kämpfers gerichtet. Neben dem arabischen Heerführer Abd ar-Rahman fielen, Überlieferungen zufolge, dem Gemetzel schätzungsweise 5000 Mauren und rund 1500 Franken zum Opfer.
Steubens Darstellung der Schlacht von Poitiers symbolisiert in ihrer szenischen Dramatik den Sieg der Christenheit über den Islam. Sie steht gleichzeitig für die Auseinandersetzung zwischen Gläubigen und Ungläubigen.

### Die Raffael-Kopien
Im Jahr 1814 hatte der preußische König Friedrich Wilhelm III. anlässlich eines Besuches in Paris im Jahr 1814 erstmals Gelegenheit, die Werke des italienischen Renaissance-Malers Raffael Sanzio zu bewundern, für welche er eine besondere Vorliebe zeigte, konnte aber diese Originale, die zu den von Kaiser Napoléon aus ganz Europa für sein „Musée Napoléon“ zusammengetragenen Kunstwerken gehörten, nicht käuflich erwerben. Daher beauftragte er unter anderem von Steuben, Heinrich Lengerich (1790–1865), Carl Joseph Begas (1794–1854), Wilhelm Ternite (1786–1871) und andere junge deutschstämmige Künstler und Kunststudenten in Paris mit der Anfertigung von Kopien.
Ziel der Kopisten war es dabei auch, eine neue religiös verinnerlichte Malerei zu erwecken. Es waren vor allem die Frühwerke des Meisters, die in ihrer naiven Frömmigkeit den eigenen Bestrebungen am nächsten kamen. In ihrer Vorstellung lebte Raffael als ewiger Jüngling, der seine Bilder nach göttlichen Eingebungen schuf – eine Auffassung, die in der empfindsamen und gefühlvollen Gedankenwelt der Romantik wurzelte.
Friedrich Wilhelm III. verteilte die insgesamt rund 50 Gemälde auf die Wohnräume der königlichen Privatgemächer des Neuen Palais. Im Jahr 1858 wurden sie in der Orangerie der Potsdamer Parkanlage Sanssouci im so genannten „Raffaelsaal“ vereinigt und der Öffentlichkeit zugänglich gemacht.
Im „Verzeichnis der Königlichen Gemälde-Copien“ aus dem Jahre 1861 werden die Werke des Carl Wilhelm von Steuben wie folgt beschrieben:
- La Vierge au linge (Madonna, mit einem Diadem geschmückt, zeigt das schlafende Christuskind dem kleinen Johannes, indem sie einen leichten Schleier vorsichtig von ihm auf-hebt): „Die Copie ist von Steuben, ausgezeichnet durch ihre Treue, wie alle Copien der Sammlung von diesem berühmten Meister, 1814 in Paris ausgeführt. Sie war in den Wohngemächern des Hochseeligen Königs Friedrich Wilhelms III. Majestät.“
- Madonna del Pesce (Maria, auf einem Throne sitzend, hält das auf ihrem Schoß stehende Christkind. Beide blicken auf den jungen Tobias mit dem Fisch, der vom Engel Raphael fürbittend herbeigeführt wird. Diesem gegenüber der heilige Hieronymus mit dem Löwen): „Die Copie Carl Wilhelm von Steubens, 1814 in Paris gemalt, wird zu den vollkommensten gerechnet. Sie hing früher im Chamoiszimmer des ehemals Königlichen und jetzt Kronprinzlichen Palais in Potsdam.“
- La Perla (Maria, das Kind auf ihrem Knie haltend, blickt auf Johannes, der Früchte darbringt. Rechts Elisabeth, im Hintergrund Joseph): „Die Copie ist von Steuben 1817 in Paris in hoher Vollendung hergestellt worden. Sie zierte ebenfalls die Wohngemächer des Hochseeligen Königs Friedrich Wilhelm III.“